# Giochi di morte (film 1996)
Giochi di morte (Subliminal Seduction) è un film statunitense del 1996 diretto da Andrew Stevens.

## Trama
Darrin Danver, sposato con Deb, lavora come programmatore di videogiochi per la Z-Games. Riceve un'offerta migliore dalla CTC di Las Vegas dove si trasferisce con la moglie Deb. Darrin scopre poi che è ben pagato per sviluppare un particolare videogioco che da messaggi subliminali per controllare la mente.